# Dewetinci
Dewetinci (bułg. Деветинци) – wieś w Bułgarii, w obwodzie Burgas, w gminie Karnobat. W 2023 roku liczyła 33 mieszkańców.